# NGC 3944
NGC 3944 ist eine elliptische Galaxie vom Hubble-Typ E/S0 im Sternbild Löwe auf der Ekliptik. Sie ist schätzungsweise 161 Millionen Lichtjahre von der Milchstraße entfernt und hat einen Durchmesser von etwa 70.000 Lj.

Im selben Himmelsareal befinden sich die Galaxien NGC 3899, NGC 3902, IC 746.
Das Objekt wurde am 6. April 1785 von William Herschel entdeckt.